# Мандельштам, Леонид Исаакович
Леони́д Исаа́кович Мандельшта́м (22 апреля [4 мая] 1879, Могилёв — 27 ноября 1944, Москва) — русский и советский физик, один из основателей отечественной научной школы радиофизики; академик АН СССР (1929). Премия имени В. И. Ленина](1931). Премия имени Д. И. Менделеева (1936). Сталинская премия первой степени (1942). За выдающиеся заслуги в области науки и подготовки научных кадров Л. И. Мандельштам был также награждён орденом Трудового Красного Знамени (1940) и орденом Ленина (1944).

## Биография
Родился в семье врача, потомственного почётного гражданина, коллежского асессора, известного в Одессе акушера Исаака Григорьевича (Ицека Гершовича) Мандельштама (1847, Жагоры — 1921, Одесса) и пианистки Мины Львовны (Фроим-Лейбовны) Каган (1853, Вильна — 1925, Одесса), из раввинской семьи. Родители заключили брак 26 декабря 1875 года.
Учился в Новороссийском университете в Одессе (исключён в 1899 году за участие в студенческих волнениях) и Страсбургском университете, где его дядя Александр Гаврилович Гурвич работал ассистентом у известного антрополога Густава Швальбе. Детство и юность прошли в Одессе. До 12 лет учился дома, в 1891 года поступил в гимназию, которую окончил в 1897 года c серебряной медалью, и поступил на физико-математический факультет Новороссийского университета. Ещё в старших классах гимназии у Леонида Исааковича проявляется большой интерес к точным наукам, а именно — к физике и математике.
В 1898 году в университете возникли студенческие волнения, в которых Л. И. Мандельштам принимал столь активное участие, что был арестован как один из «зачинщиков» и был исключён из университета. В том же году он уехал за границу и поступил в Страсбургский университет, где принимал участие в работах по радиотехнике известного физика К. Ф. Брауна. В 1902 году Л. И. Мандельштам защитил докторскую диссертацию. В 1907 году стал приват-доцентом Страсбургского университета. В 1902—1913 годах — асcистент К. Ф. Брауна. В 1913 году получил звание профессора, и ему было поручено чтение курса прикладной физики в Страсбургском университете. В 1914 году, незадолго до начала Первой мировой войны, Л. Н. Мандельштам вернулся в Одессу и был приглашён в качестве приват-доцента в Новороссийский университет. С 1915 по 1917 годы состоял научным консультантом радиотелеграфного отделения фирмы «Сименс и Гальске» в Петрограде.
В 1917 году — профессор физики Тифлисского (Тбилисского) политехнического института. В 1918—1922 годах — принимает непосредственное участие в организации Одесского политехнического института. В 1918 году Л. И. Мандельштам был избран профессором физики вновь созданного Одесского политехнического института. В 1922 году переезжает Москву. В 1925 году после краткого пребывания в Ленинграде (Центральная радиолаборатория, работа консультантом в Государственной физико-технической лаборатории при Ленинградском физико-техническом институте) Л. И. Мандельштам возвращается в Москву. Здесь прошли все последующие годы учёного, принёсшие главные его научные достижения. С 1925 года он заведует кафедрой теоретической физики Московского университета и возглавляет теоретический кабинет в НИИ физики при МГУ. В 1925 году — профессор теоретической физики Московского университета. В 1928 году Л. И. Мандельштама избирают членом-корреспондентом Академии Наук СССР и уже в следующем, 1929 году — действительным членом Академии наук СССР.
В 1930 году — номинант на Нобелевскую премию (выдвигался за открытие комбинационного рассеяния света). В 1931 году — получил Государственную премию СССР имени Ленина. В 1934 году, после перевода Академии наук в Москву, Л. И. Мандельштам назначен научным руководителем двух лабораторий — оптической и колебаний — организованного в Москве Физического института имени П. Н. Лебедева АН СССР. Становится одним из ведущих физиков Москвы. В 1936 году получил премию имени Д. И. Менделеева. В 1940 году награждён орденом Трудового Красного Знамени. В 1942 году удостоен Сталинской премии первой степени. В 1944 году награждён орденом Ленина.
Умер 27 ноября 1944 года от болезни сердца. Похоронен на Новодевичьем кладбище в Москве.
В его честь назван один из кратеров на обратной стороне Луны, постановлением Правительства учреждены стипендии его имени для студентов и аспирантов Московского университета и Физического института имени П. Н. Лебедева.

## Семья
- 2 августа 1907 года[10] женился на Лидии Соломоновне Исакович (1884—1962), дочери потомственного почётного гражданина Соломона Леонтьевича Исаковича (председателя правления Фёдоровского общества вспомоществования служащим в типографиях), которому с 1893 года принадлежал доходный дом на улице Гаванной, № 10/12 (угол Дерибасовской, № 22); владельцем дома после смерти отца в 1908 году стал её брат — адвокат Александр Соломонович Исакович (1879—1938, расстрелян), научный сотрудник и заведующий учебной частью Одесского НИИ холодильной промышленности[11], который был женат на сестре Л. И. Мандельштама Лее (Элеоноре). В этом же доме располагался магазин её матери Рашели Моисеевны Исакович (урождённой Бейленсон, 1853—1939).
  - Сын — Сергей Леонидович Мандельштам (1910—1990), физик.
- Двоюродная сестра — библиограф Лидия Сергеевна (Соломоновна) Мандельштам (1896—1973; дочь библиографа Розы Семёновны Мандельштам, 1875—1953).
- Племянник — советский физик Михаил Александрович Исакович (1911—1982). Внучатый племянник (внук Леи (Элеоноры) Исааковны Исакович, 1886—1978) — математик Владимир Игоревич Арнольд[12].

## Научная деятельность
Основные работы Л. И. Мандельштама в области оптики, радиофизики, теории нелинейных колебаний, квантовой теории, истории и методологии физики. В работе «Об оптически однородных и мутных средах»(1907) он доказал ошибочность теорий М. Планка и Дж. Рэлея, показав, что рассеяние света происходит только в оптически неоднородных средах и обусловлено, не движением молекул, а тепловыми флуктуациями плотности, описанными Мариа́ном Смолуховским. В 1911 году Л. И. Мандельштам выполнил важное исследование, посвящённое теории микроскопического изображения. В период с 1914 по 1925 годов Л. И. Мандельштам занимался по преимуществу вопросами технической физики и перенесением в оптику представления о свойствах модулированных колебаний.
В 1918 году получил формулы, позволяющие определить величину ожидаемого изменения длины волны рассеиваемого света. В 1926 году предсказал (независимо от Л. Бриллюэна), что при рассеянии света упругой средой должно наблюдаться расщепление линии рассеянного света (эффект Бриллюэна — Мандельштама), идея была сформулирована в 1918—1921 годах). Открыл (совместно с Г. С. Ландсбергом) селективное (комбинационное) рассеяние света. Разработал (совместно с М. А. Леонтовичем) теорию рассеяния света в твёрдых телах; строгую математическую теорию оптических изображений. В 1928 году, совместно с Г. С. Ландсбергом, независимо от индийских физиков Ч. Рамана и К. С. Кришнана открыл фундаментальное явление — комбинационное рассеяние света в кристаллах. Предсказал эффект и построил теорию так называемого рэлеевского рассеяния. Создал (совместно с М. А. Леонтовичем) теорию прохождения частицы через потенциальный барьер и предсказал использование матриц рассеяния. В ходе экспериментов Л. И. Мандельштам обнаружил и описал совершенно новый оптический эффект — комбинационное рассеяния цвета.
Дал (совместно с И. Е. Таммом) общую трактовку соотношения неопределённостей в терминах «энергия-время». Л. И. Мандельштам, совместно с Н. Д. Папалекси, выполнил основополагающие исследования по нелинейным колебаниям, чем положил начало новому направлению в теории колебаний — теории нелинейных колебаний, разработал метод параметрического возбуждения электрических колебаний, предложил радиоинтерференционный метод. Создаёт труды по рассеянию света. Большое внимание уделяет педагогической деятельности. Л. И. Мандельштам исследовал нелинейные колебания в радиотехнике, акустике, автоматике, аэродинамике; способствовал открытию новых видов резонансов. Разработал новые способы радиотелеграфной и радиотелефонной модуляции, радиоинтерференционные методы исследования распространения радиоволн и измерения расстояния. Создал новую область радиотехники — радиогеодезию.
В 1942 году, совместно с Н. Д. Папалекси, предложил использовать радиолокационные методы в астрономии. На основе этой идеи Н. Д. Папалекси выполнил расчёты по радиолокации Луны (была осуществлена в 1945 году в США). Создал школу физиков (А. А. Андронов, А. А. Витт, Г. С. Горелик, Г. С. Ландсберг, М. А. Леонтович, С. М. Рытов, И. Е. Тамм, С. Э. Хайкин, С. П. Шубин и др.). Научные открытия учёного охватывали многие области науки и техники: оптику, радиофизику, квантовую механику, теорию нелинейных колебаний. Одними из выдающихся его достижений являются результаты исследований электрических колебаний. Л. И. Мандельштам доказал, что выгоднее слабая нежели сильная связь между элементами колебательной цепи, хотя до него бытовало совершенно противоположное мнение. Его принцип «слабой связи» вошёл в общепринятое употребление.
Исследования Леонида Исааковича Мандельштама в области радиофизики и теории колебаний открыли в дальнейшем большие возможности развития радиотехники, радио-геодезии, акустики и аэродинамики. Им была создана теория мультивибраторов и открыт новый тип резонанса (n-тип) — колебание в цепях, собственная частота резонанса которых ровно в n раз ниже частоты электрического сигнала. Научные заслуги Мандельштама были высоко оценены научной общественностью: в 1928 году он был избран членом-корреспондентом, а в 1929 году — действительным членом Академии наук.
Л. И. Мандельштам был также выдающимся организатором, лектором и педагогом. В Одессе он привлёк к работе в Политехническом институте Н. Д. Папалекси, И. Е. Тамма, М. А. Аганина и других, в тяжёлых условиях разрухи читал общеобразовательные лекции, а для небольшой группы студентов, ставших его первыми русскими учениками (И. Е. Тамм, К. Б. Романюк, Е. Я. Щеголев), прочитал курс теории колебаний. Большое значение для развития этой теории имели лекции и семинары Мандельштама в МГУ. Влияние этих лекций, как и других, посвящённых теории электромагнитного поля, оптики, теории относительности, квантовой механике, выходили далеко за пределы физического факультета МГУ, собирали со всей Москвы многочисленную аудиторию; здесь наряду со студентами можно было встретить профессоров, наряду с физиками — инженеров и математиков. Лекции распространялись в рукописном виде и оказали существенное влияние как на преподавание, так и на научные исследования в области теории нелинейных колебаний. Среди учеников Мандельштама —И. Е. Тамм, Г. С. Ландсберг,А. А. Андронов, Г. С. Горелик, С. М. Рытов, С. П. Стрелков, С. Э. Хайкин, М. А. Леонтович и др.
В 1944 году в лекциях по оптике Л. И. Мандельштама был детально рассмотрен эффект обратного распространения волн и необычный закон преломления при падении волны из свободного пространства в среду, где групповая и фазовая скорости волны взаимно противоположны. Указанные лекции стали началом очередного этапа в истории развития теории метаматериалов с отрицательным коэффициентом преломления.

### Труды
- Полное собрание трудов : в 5 т. / Л. И. Мандельштам; под ред.: С. М. Рытова, М. А. Леонтовича; вступ. ст. Н. Д. Папалекси. — М. : Изд-во АН СССР, 1947. — 1955.
- Соотношение неопределённости энергия-время в нерелятивистской квантовой механике /Л. И. Мандельштам, И. Е. Тамм // Известия Академии Наук СССР. Серия физическая. — 1945. — Т. 9. — С. 122—128.
- Ещё раз о силах инерции в связи со статьёй А. Н. Крылова / Л. И. Мандельштам // Успехи физ. наук. — 1946. — Т. 28, вып. 1. — С. 99-102.
- Оптические работы Ньютона / Л. И. Мандельштам // Успехи физ. наук. — 1946. — Т. 28, вып. 1. — С. 103—129.
- О рассеянии света в кристаллах / Г. С. Ландсберг, Л. И. Мандельштам // Успехи физ. наук. — 1967. — Т. 93, вып. 2. — С. 320—329 ; То же. — Успехи физ. наук. — 1978. — Т. 126, вып. 1. — С. 155—164.
- Лекции по теории колебаний / Л. И. Мандельштам. — М. : Наука, 1972. — 466 с.
- Лекции по оптике, теории относительности и квантовой механике / Л. И. Мандельштам. — М. : Наука, 1972. — 440 с.